# Vánoce u našich
Vánoce u našich (v norském originále Hjem til jul) je norský seriál vytvořený pro Netflix. První řada seriálu se na Netflixu objevila dne 5. prosince 2019. Seriál vypráví o mladé ženě Johanne, která shání přítele proto, aby ho mohla přivést k rodinné štědrovečerní večeři.
První řada tohoto romanticko-dramatického seriálu se skládá ze šesti půlhodinových dílů. Jedná se o první norský seriál z produkce Netflixu. V červnu 2020 bylo oznámeno, že Netflix si objednal druhou řadu seriálu. Druhá, a zároveň poslední, řada seriálu byla zveřejněna 18. prosince 2020.

## Obsah seriálu
Johanne (Ida Elise Broch) je třicetiletá zdravotní sestra, pracující v nemocnici v Norsku. Během adventní večeře se cítí pod tlakem své rodiny, která chce, aby měla vztah. Lže a řekne jim, že má přítele a přijde s ním na vánoční večeři. Johanne se poté pokusí najít přítele prostřednictvím speed datingu, internetového randění a dalších prostředků. Sejde se na rande s několika muži, včetně osmnáctiletého Jonase (Felix Sandman) a mnohem staršího Bengta Erika (Bjørn Skagestad).
Nic z toho nevede k tomu, že si Johanne najde přítele. V posledním díle první řady jí kolega Henrik řekne, že ji miluje. Než Johanne stihne odpovědět, vyruší je lékařská pohotovost. Poté jde na vánoční večeři do domu svých rodičů. Během večeře zazvoní zvonek u dveří. První řada končí pohledem na tvář Johanne, která neznámé osobě s úsměvem otevírá dveře.

## Obsazení
| Ida Elise Broch             | Johanne                                              |
| Gabrielle Leithaug          | Jørgunn, Johannina nejlepší kamarádka a spolubydlící |
| Dennis Storhøi              | Tor, Johannin otec                                   |
| Anette Hoff                 | Jorid, Johannina matka                               |
| Helga Guren                 | Maria, Johannina sestra                              |
| Christian Ruud Kallum       | Morten, Johannin bratr                               |
| Iselin Shumba               | Jeanette, Johannina kamarádka                        |
| Stian Blipp                 | Christian, Johannin bývalý přítel                    |
| Hege Schøyen                | vrchní sestra Bente                                  |
| Felix Sandman               | Jonas, Johannin mladý milenec                        |
| Oddgeir Thune               | doktor Henrik                                        |
| Samantha Gurah              | Inga, Johannina kolegyně                             |
| Line Verndal                | Eira, Johannina kolegyně                             |
| Cat Haave                   | Sunniva, Johannina švagrová                          |
| Sajid Malik                 | Ayaz, Johannin švagr                                 |
| Francisco Jonathan Carrasco | Raul, klaun v nemocnici                              |
| Mads Sjøgård Pettersen      | Stein, sportovec                                     |
| Kingsford Siayor            | Thomas, barman                                       |
| Ghita Nørby                 | paní Nergaardová, Johannina pacientka                |
| Bjørn Skagestad             | Bengt Erik, bývalý ministr zdravotnictví             |
| Arthur Hakalahti            | Sebastian, Johannin pacient                          |
| Ole Christoffer Ertvaag     | muž z kina                                           |
| Nader Khademi               | Paul, muž z únikové hry                              |
| Rebekka Nystabakk           | majitelka stánku s háčkovanými a pletenými výrobky   |
| Edward Schultheiss          | Nick, Johannin soused (2. řada)                      |
| Vår Sørensen Grønlie        | Noëlle, Johannina sousedka (2. řada)                 |
| Hermann Sabado              | Knut, Johannin přítel (2. řada)                      |
| Dagny Norvoll Sandvik       | Lisa, Johannina kolegyně (2. řada)                   |
| Maria Grazia Di Meo         | kurýrka (2. řada)                                    |

## Vznik seriálu
S nápadem na seriál přišli dva studenti reklamy, Amir Shaheen a Kristian Andersen. Seriál se odehrává v Oslu a zimní scény se odehrávají v těžebním městě Røros. Kvůli nečekanému teplu se musel přivážet sníh z letiště Røros, aby se mohly točit zimní scény. Seriál produkovala společnost Oslo Company a distribuoval ho Netflix jako svůj původní seriál.

## Seznam dílů

### První řada (2019)
| Č. v seriálu | Č. v řadě | Originální název         | Český název                   | Režie                         | Scénář                                                                                | Datum premiéry   |
| ------------ | --------- | ------------------------ | ----------------------------- | ----------------------------- | ------------------------------------------------------------------------------------- | ---------------- |
| 1            | 1         | Den store juleløgnen     | Velká vánoční lež             | Anna Gutto, Per-Olav Sørensen | Mattis Herman Nyquist, Julie Skaufel, Per-Olav Sørensen, Fredrik Høyer, Miriam Larsen | 5. prosince 2019 |
| 2            | 2         | Seriøs dating            | Intenzivní randění            | Anna Gutto, Per-Olav Sørensen | Mattis Herman Nyquist, Julie Skaufel, Per-Olav Sørensen, Fredrik Høyer, Miriam Larsen | 5. prosince 2019 |
| 3            | 3         | Sugar Baby? Sugar Daddy? | Cukr, miláčku? Cukr, tatínku? | Anna Gutto, Per-Olav Sørensen | Mattis Herman Nyquist, Julie Skaufel, Per-Olav Sørensen, Fredrik Høyer, Miriam Larsen | 5. prosince 2019 |
| 4            | 4         | Julebordflørt            | Flirtování na párty           | Anna Gutto, Per-Olav Sørensen | Mattis Herman Nyquist, Julie Skaufel, Per-Olav Sørensen, Fredrik Høyer, Miriam Larsen | 5. prosince 2019 |
| 5            | 5         | Hjertesorg               | Bolest v srdci                | Anna Gutto, Per-Olav Sørensen | Mattis Herman Nyquist, Julie Skaufel, Per-Olav Sørensen, Fredrik Høyer, Miriam Larsen | 5. prosince 2019 |
| 6            | 6         | Den store julefinalen    | Konečně Vánoce                | Anna Gutto, Per-Olav Sørensen | Mattis Herman Nyquist, Julie Skaufel, Per-Olav Sørensen, Fredrik Høyer, Miriam Larsen | 5. prosince 2019 |

### Druhá řada (2020)
| Č. v seriálu | Č. v řadě | Originální název    | Český název              | Režie             | Scénář                                                                                | Datum premiéry    |
| ------------ | --------- | ------------------- | ------------------------ | ----------------- | ------------------------------------------------------------------------------------- | ----------------- |
| 7            | 1         | Elsker, elsker ikke | Má ho ráda, nemá ho ráda | Per-Olav Sørensen | Mattis Herman Nyquist, Julie Skaufel, Per-Olav Sørensen, Fredrik Høyer, Miriam Larsen | 18. prosince 2020 |
| 8            | 2         | Søt hevn            | Pomsta bude sladká       | Per-Olav Sørensen | Mattis Herman Nyquist, Julie Skaufel, Per-Olav Sørensen, Fredrik Høyer, Miriam Larsen | 18. prosince 2020 |
| 9            | 3         | Fanget av fortiden  | Výprava do minulosti     | Per-Olav Sørensen | Mattis Herman Nyquist, Julie Skaufel, Per-Olav Sørensen, Fredrik Høyer, Miriam Larsen | 18. prosince 2020 |
| 10           | 4         | Julespeeddate       | Vánoční rychlorande      | Per-Olav Sørensen | Mattis Herman Nyquist, Julie Skaufel, Per-Olav Sørensen, Fredrik Høyer, Miriam Larsen | 18. prosince 2020 |
| 11           | 5         | Den perfekte date   | Dokonalé rande           | Per-Olav Sørensen | Mattis Herman Nyquist, Julie Skaufel, Per-Olav Sørensen, Fredrik Høyer, Miriam Larsen | 18. prosince 2020 |
| 12           | 6         | Julekaos            | Vánoční zmatek           | Per-Olav Sørensen | Mattis Herman Nyquist, Julie Skaufel, Per-Olav Sørensen, Fredrik Høyer, Miriam Larsen | 18. prosince 2020 |